# Chronobiologie des abeilles
L'horloge circadienne de la plupart des abeilles est impliquée dans des comportements complexes. Sa plasticité est influencée par l’âge et le rang social d’un individu et a un effet significatif sur son comportement et sa physiologie,. La caractérisation moléculaire de cette horloge suggère que, à bien des égards, l'horloge de l'abeille ressemble davantage à celle des mammifères qu'à celle de la drosophile.Les larves d'abeilles nécessitent des soins constants et les jeunes abeilles nourricières travaillent de manière arythmique 24h/24 pour les fournir. En revanche, les abeilles butineuses se fient à l'horloge circadienne pour anticiper les passages du jour à la nuit de leur environnement, les visites chronométrées des fleurs, la compensation du temps lors de l'utilisation de la position du soleil pour leur orientation et la communication (la danse des abeilles),,,.L'association entre l'ontogenèse des rythmes, la répartition du travail liée à l'âge et la régulation positive du gène per (période) de l'horloge fait de l'abeille un modèle pertinent pour étudier le mécanisme avec lequel le développement et les facteurs sociaux régulent les composants d'une horloge biologique.

## Plasticité des rythmes circadiens liée à l’âge et au comportement social

### Ontogenèse du rythme circadien
Dans un environnement constant en laboratoire, les abeilles nouvellement émergentes, maintenues isolées, sont généralement arythmiques au cours des premiers jours de la vie adulte puis développent de forts rythmes circadiens quelques jours après. Chez les butineuses ou les abeilles en âge de chercher de la nourriture (plus de 21 jours), les niveaux moyens quotidiens d’ARNm per (période) dans le cerveau sont plus élevés par rapport aux jeunes abeilles nicheuses d’environ 7 jours. Au cours du développement pré-adulte, une atténuation ou une suppression naturelle dans l'horloge circadienne des petites abeilles peut se manifester. Cette déficience de la fonction de l’horloge ne résulte pas en une pathologie, mais semble être importante du point de vue fonctionnel. Chez les abeilles mellifères (Apis mellifera), une activité sans rythme circadien caractérise les jeunes travailleurs qui restent généralement dans la ruche sombre et thermorégulée pour soigner les couvées. En revanche, les abeilles butineuses, qui sont généralement plus âgées, ont un schéma similaire à celui des autres espèces diurnes, avec de forts rythmes circadiens caractérisés par une activité extérieure le jour et un comportement semblable au sommeil la nuit,,

### Comportement social et division du travail
Des facteurs sociaux peuvent exercer une influence importante sur la régulation des gènes de l'horloge. C’est un outil puissant utilisé par les abeilles pour augmenter l’efficacité de la colonie et qui ne repose pas sur la limitation d’exposition à la lumière,. Confrontée à des conditions constantes et à un régime de LD (lumière/obscurité), les nourricières restent actives 24h/24 sans rythme circadien et les butineuses continuent d’exprimer de forts rythmes circadiens,,. Même si les abeilles nicheuses sont généralement moins âgées que les butineuses, l’âge seul ne semble pas expliquer cette plasticité du rythme circadien. Isolées dans des conditions de laboratoire, les abeilles nicheuses deviennent plus actives et expriment des rythmes circadiens puissants, ce qui indique que leur manque de rythme circadien dans la ruche ne peut pas être attribué au fait que leur système circadien n’est pas encore fonctionnel . De la même manière certains des vieux cultivateurs reprennent soin de la couvée en cas de pénurie d’infirmières dans la colonie et deviennent actifs 24h/24 comme les infirmières des colonies normales avec des oscillations atténuées des niveaux d’ARNm du gène de l’horloge,. Ainsi, la plasticité des rythmes circadiens n’est pas forcément liée à l’âge ou à l’exposition à la lumière, elle dépend principalement du contexte et de la tâche au sein de la colonie. Cette association entre la plasticité circadienne et la division du travail peut améliorer la spécialisation des tâches et l'efficacité des colonies,,.

## Rôle du rythme circadien dans l’établissement de comportements complexes

### Activité d’anticipation et de recherche de nourriture
La plupart des espèces d'abeilles sont actives de jour (diurnes). S'appuyer sur leur horloge circadienne pour anticiper l'heure du coucher et du lever du soleil peut permettre aux abeilles diurnes d'exploiter au mieux les heures avec suffisamment de lumière solaire pour la recherche de nourriture. Des observations démontrent que des abeilles butineuses isolées montrent de forts rythmes circadiens dans l'activité locomotrice avec des niveaux d'activité plus élevés pendant la journée, même s'ils sont maintenus dans des conditions de laboratoire constantes,,.
Dans des conditions plus naturelles, les abeilles butineuses de plusieurs espèces d’abeilles sociales montrent une activité locomotrice accrue juste avant le lever du soleil (anticipation) alors qu’ils sont encore dans la cavité de leur nid,,,,. De plus, les visites se terminent aux mêmes heures, quelle que soit la température ou la saison. 

### La mémoire horaire
La régulation circadienne des activités de recherche de nourriture est probablement un processus complexe qui peut être affecté par de multiples facteurs internes et externes plutôt que strictement déterminé par le système circadien de l'abeille. Toutefois, August Forel a pu observer jour après jour les heures d’arrivée et de départ d’abeilles qui venaient se nourrir de sa marmelade, il a ainsi pu remarquer que ces abeilles arrivaient toujours à la même heure, même s’il n’y avait pas de marmelade ce jour-là. Cette observation l’a amené à suggérer que les abeilles avaient une mémoire horaire. Une sorte d’horloge endogène qui leur permet de savoir précisément quelle heure il est, et d’associer cette heure à un endroit ou la nourriture abonde à ce moment précis de la journée sans avoir recours à la position du soleil. Cette hypothèse a été consolidée lors d’une expérience de décalage horaire dans laquelle des abeilles mellifères formées à Long Island (New York) ont été transportées pendant la nuit à Davis (Californie). Lors de leur premier jour en Californie, ces abeilles se nourrissaient selon l'heure de New York plutôt que d'utiliser des signaux de l'heure locale tels que la position du soleil dans le ciel.

### L’orientation grâce au soleil et la communication dans le langage de la danse
Les abeilles utilisent la position du soleil comme une boussole céleste pour se frayer un chemin sur des distances relativement grandes vers des sources de nourriture, et lors du retour vers leurs nids, elles s'orientent en maintenant un angle fixe avec le soleil,,,. Même par temps couvert, elles sont toujours capables de détecter la polarisation de la lumière, corrélée à la position du soleil dans le ciel,. Les changements quotidiens et saisonniers continus de la position du soleil par rapport à l'horizon constituent un défi pour les animaux qui l’utilisent comme une boussole, mais ces abeilles peuvent compenser le mouvement de ce dernier dans le temps en «consultant» leurs horloges circadiennes. 
Quand des abeilles découvrent une nouvelle source de nourriture, elles peuvent recruter d’autres membres de la colonie en effectuant une danse dont l'angle entre la ligne droite passant par la partie agitée de la danse et la ligne opposée au centre de gravité indique l'angle entre la ligne reliant la ruche et la position du soleil et le chemin direct vers la source de nourriture. Le déplacement constant du soleil les oblige à corriger leur danse en tenant compte de la nouvelle position du soleil qui est déterminée grâce à leur horloge endogène,.